# Diadegma undulator
Diadegma undulator är en stekelart som beskrevs av Aubert 1970. Diadegma undulator ingår i släktet Diadegma och familjen brokparasitsteklar. Inga underarter finns listade i Catalogue of Life.